# Psilochira nycthemera
Psilochira nycthemera is een vlinder uit de familie spinneruilen (Erebidae), onderfamilie donsvlinders (Lymantriinae). De wetenschappelijke naam van deze soort is voor het eerst geldig gepubliceerd in 1948 door Toxopeus.
De soort komt voor in tropisch Afrika.